# Cầy mangut khoang cổ
Herpestes semitorquatus là một loài động vật có vú trong họ Cầy mangut, bộ Ăn thịt. Loài này được Gray mô tả năm 1846.